# Amaxia flavipuncta
Amaxia flavipuncta är en fjärilsart som beskrevs av George Francis Hampson 1904. Amaxia flavipuncta ingår i släktet Amaxia och familjen björnspinnare. Inga underarter finns listade i Catalogue of Life.